# Det økumeniske Center
Det økumeniske Center blev grundlagt i 1966 i Aarhus af blandt andre Johannes Aagaard, som var centerets første formand. Rammerne var først og fremmest et stort hus på Kløvermarksvej 4, ikke langt fra Aarhus Universitet.
Centeret udsprang af Aarhus kristelige Studenterbevægelse og var i de følgende årtier ramme om en lang række aktiviteter indenfor socialetik, ulandsoplysning, Kirkernes Raceprogram, ligeberettigelse mellem kønnene, kirkelig fornyelse, herunder etablering af gudstjenestefællesskabet Den åbne Familie, retrætehuset Skovhuset, samt undervisning, herunder Teologi for Lægfolk, der i dag er en levende selvstændig organisation. Gennem årene stod Centeret bag talrige publikationer og konferencer om aktuelle emner inden for samfund og kirke. Senest udgav man magasinet Økumenisk Tid fire gange årligt. 
Alle aktiviteter var baseret på frivillig arbejdskraft - især studerende, og i takt med at tilgangen af nye frivillige dalede, blev aktivitetsniveauet også mindre. Huset på Kløvermarksvej 4 blev lukket og afhændet i 2014.  
En detaljeret beskrivelse af Centerets første godt 20 år findes i bogen På enhedens Vej - bidrag til den økumeniske bevægelses historie i Danmark i det 20. århundrede, udgivet af forlaget Anis 1989.   